# Ralph Woodford

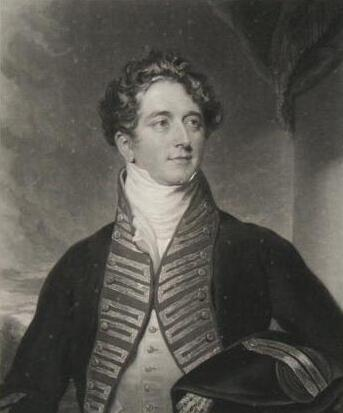
Sir Ralph Woodford, 2. Baronet

Sir Ralph James Woodford, 2. Baronet (* 21. Juli 1784; † 17. Mai 1828 auf See) war mit einer von 1813 bis 1828 dauernden Amtszeit der am längsten amtierende Gouverneur in der britischen Kolonialgeschichte der Karibikinsel Trinidad. Ihm wird ein signifikanter wirtschaftlicher und infrastruktureller Aufschwung der Insel zugerechnet.

## Leben
Woodfords Eltern gehörten dem niederen britischen Adel an. Seinem Vater, dem Diplomaten und Politiker Ralph Woodford (* 1748; † 1810), war 1791 der erbliche Adelstitel Baronet, of Carleby in the County of Lincoln, verliehen worden. Seine Mutter Gertrude Reessen (* 1748; † 1800) war niederländischer Abstammung. Die beiden hatten neben Ralph James noch ein weiteres Kind, Elizabeth (* 1779; † 1833). Beim Tod seines Vaters erbte er am 26. August 1810 dessen Adelstitel.
Ralph James Woodford war Captain bei der Royal Navy, als er im Juni 1813 zum Gouverneur Trinidads ernannt wurde. Er war der Nachfolger von Hector William Munro, der das Amt eher glücklos und wenig energisch ausgeübt hatte. Am 14. Juni 1813 traf Woodford in Trinidad ein. 1808 war Port of Spain vom „Great Fire“ betroffen gewesen, einer verheerenden Feuersbrunst, die einen Großteil der damals aus Holzgebäuden bestehenden Stadt vernichtet hatte. Munro hatte wenig für den Wiederaufbau getan; Woodford nahm sich der Aufgabe umgehend an, ließ ein gitterförmiges Straßennetz errichten und besteuerte die Anwohner für die Bepflasterung. Noch im selben Jahr führte er die Dampfschiff-Linie „Trinidad Steamboat Company“ ein, die die Küstenstädte Trinidads mit dem ersten Dampfschiff der Westindischen Inseln bediente und einen regelmäßigen Austausch von Waren ermöglichte. Er selbst hielt Anteile an der Firma. 1814 deklarierte er Englisch zur zweiten Amtssprache der bis dahin ausschließlich spanischsprachigen Gerichtsbarkeit der Kolonie. 1815 griff Woodford tief in die trinidadische Gesellschaftsordnung ein, als er zur Ankurbelung der Wirtschaftsleistung per Verordnung die Vergabe von Land einschränkte und an landwirtschaftliche Nutzung koppelte und die Rückführung ungenutzten Landes in Staatsbesitz verfügte. Während er in Trinidad Proteste gegen die Verordnung erfolgreich unterdrückte, klagten sich trinidadische Landbesitzer in London bis zum Secretary of State for War and the Colonies durch, erreichten aber lediglich Ausnahmen bei der Besteuerung von Grundeigentum. Zwischen 1815 und 1821 siedelte Woodford ehemalige Sklaven und Soldaten gezielt in unterentwickelten Gebieten an, so auf dem Gebiet der späteren Städte Princes Town und Manzanilla. Durch eine von ihm in Auftrag gegebene Straße zwischen Manzanilla und Mayaro wurde fast die gesamte Ostküste für den Warenverkehr erschlossen. 1817 war Woodford auf Grund eines Rechtsstreits gezwungen, seine in Belmont gelegene Residenz (das Government House) aufzugeben. Für eine neue Residenz ließ er den Rat der Stadt zwei aufgegebene Zuckerrohrplantagen aufkaufen. Woodford errichtete aus dem Wohnhaus der ehemaligen Besitzerfamilie Peschier eine neue Residenz (den Vorgängerbau des heutigen President’s House) und ließ auf dem anderen Teil des Areals den späteren Queen’s Park anlegen, Port of Spains erste öffentliche Grünfläche, die zunächst als der Allgemeinheit zugängliches Weideland genutzt wurde. Eine administrative Leistung Woodfords war die Überführung bis dahin autonomer religiöser Schulen unter staatliche Aufsicht. Er gab den Wiederaufbau der beiden beim Great Fire von 1808 zerstörten, bedeutendsten Kirchen Trinidads in Auftrag: Der anglikanischen Holy Trinity Cathedral und der katholischen Cathedral of the Immaculate Conception. Beide Kirchengebäude wurden von Woodfords Sekretär Philip Reinagle entworfen, dem Sohn von Philip Reinagle. Auf Betreiben Woodfords führte die britische Regierung Gespräche mit dem Vatikan, um die Katholiken Trinidads dem spanischen Einfluss zu entziehen, was darin mündete, dass der Vatikan Trinidad aus dem Bistum Santo Tomás de Guayana herauslöste und einer eigenen Territorialabtei Trinidad zuordnete. Woodford zeigte sich der anglikanischen Kirche verbunden; dem neuen Kirchenbau spendete er aus eigenen Mitteln ein Geläut aus sechs Glocken, die aber nie zum Einsatz kamen, weil sich zunächst auf ganz Trinidad niemand fand, der sie bedienen konnte, und sie dann 1825 bei einem Erdbeben schwer beschädigt wurden. Woodford experimentierte mit einer innovativen Gasbeleuchtung des Kircheninneren, erzeugte dabei aber „mehr Rauch als Licht“. Der Bau des Botanischen Gartens von Port of Spain geht auf Woodford zurück, wobei er im Rahmen der Einrichtung des ursprünglich zu seiner privaten Residenz gehörenden Areals die Nutzpflanzen Gewürznelkenbaum, Muskatnussbaum und Zimtbaum (Sorte unbekannt) erstmals nach Trinidad einführte. 1820 professionalisierte Woodford das Gesundheitswesen der Insel, indem er die Ausübung medizinischer Tätigkeiten ohne entsprechende Ausbildung untersagte. 1824 erarbeitete er gemeinsam mit dem britischen Kolonialminister Henry Bathurst die Amelioration Order in Council, einen Kabinettsbefehl, der die rechtliche Situation und die Lebensbedingungen der trinidadischen Sklaven signifikant verbesserte, wobei Woodford allerdings primär als bremsende Kraft auftrat. 1826 ließ er die erste Volkszählung (census) in der Geschichte Trinidads durchführen; zuvor wurden lediglich in unregelmäßigen Abständen die Anzahl der Personen auf Trinidad und ihre Nationalitäten und rechtlichen Status erfasst.
Krankheitsbedingt begab sich Woodford 1828 nach Jamaika, um dort ärztliche Hilfe zu suchen. Sein Zustand verschlechterte sich, und er schiffte in der Hoffnung auf bessere Versorgung auf dem Paketschiff Duke of York nach London ein. Nach wenigen Tagen starb er während der Überfahrt auf See. Aus hygienischen Gründen wurde die Leiche nach einigen Tagen im Meer versenkt. Da er unverheiratet und kinderlos war, erlosch sein Adelstitel bei seinem Tod.

## Einordnung
Als Woodford sein Amt auf Trinidad übernahm, war die Insel wirtschaftlich unbedeutend und kaum erschlossen. Ein prägendes Ereignis im Umfeld Trinidads waren die Unabhängigkeitskriege in Venezuela, die zu massiver Piraterie im Golf von Paria führten und so die Interaktion mit dem Haupthandelspartner Venezuela erschwerten. Zusätzlich strömten aus Venezuela Flüchtlinge nach Trinidad. Die Insel wurde von der britischen Krone als Experimentierfeld für Verwaltungskonzepte genutzt und hatte zehn Jahre zuvor ein administratives Debakel durchlebt, als die Gewalt über die Insel auf drei Personen aufgeteilt wurde, die (teils aus persönlichen Gründen) unfähig waren, sich auf eine gemeinsame Linie zu verständigen: Zivilgouverneur William Fullarton und Militärgouverneur Thomas Picton hatten sich 1803 bis aufs Blut bekämpft und versucht, Marinegouverneur Samuel Hood in ihren Konflikt hineinzuziehen. Ralph Woodford wurde nach diesen Erfahrungen mit einer großen Machtfülle ausgestattet und war Zivilgouverneur, Oberbefehlshaber der Truppen, Vizeadmiral und oberster Richter in einem. Seine infrastrukturellen Maßnahmen waren wegweisend, so hatte die von ihm eingeführte Dampfschiff-Linie zum Beispiel bis in die 1930er-Jahre Bestand. In kultureller Hinsicht ließ er der Insel ihre Besonderheiten. Zwar war das ehemals spanische Trinidad 1797 von den anglikanischen Briten erobert worden, die Insel war aber überwiegend von katholischen Franzosen und Spaniern bewohnt, weshalb die neuen Kolonialherren der Insel die spanische Sprache, das spanische Rechtswesen und die katholische Religion ließen. Der Anglikaner Woodford fand sich so als Oberhaupt der katholischen Kirche Trinidads wieder, kam diesem Amt aber gewissenhaft nach. In politischer Hinsicht fand sich Woodford in einer Gesellschaft wieder, in der die Sklaverei polarisierte. Einerseits erstarkten im Mutterland Großbritannien die Gegner der Sklaverei zusehends; wenige Jahre nach Woodfords Tod wurde 1833 die Sklaverei in Großbritannien abgeschafft, was bis 1840 auch in Trinidad durchgesetzt wurde. Andererseits beruhte zu Woodfords Zeit die trinidadische Wirtschaft auf der Ausbeutung der Arbeitskraft der Sklaven. Die Plantagenbesitzer waren mit Abstand die einflussreichste Gesellschaftsschicht der Insel, und ein diese Gruppe beschäftigendes Thema war während Woodfords Amtszeit die Angst vor Veränderungen, ausgelöst durch die Haitianische Revolution von 1791 und der Besetzung Ost-Hispaniolas durch Haiti 1822 und die sukzessive Abschaffung der Sklaverei dort.

## Posthume Wirkung und Bewertung
Der Bostoner Autor James Henry Stark urteilte 1897, die britische Kolonie Trinidad hätte unter Gouverneur Woodford in Bezug auf die Landwirtschaft, den Handel, die Infrastruktur und das Kommunikationswesen eine „komplette Transformation“ durchlaufen, und Woodford sei von einem „progressiven Geist“ beseelt gewesen. Stark äußerte sich generell unkritisch über Woodford. Der trinidadische Historiker Michael Anthony zeigt hingegen auf, dass Woodfords Popularität sich auf bestimmte Kreise der Bevölkerung beschränkte. Während er in der weißen trinidadischen Oberschicht enorme Popularität genoss, da er die Infrastruktur der Insel effizient verbesserte und das Gesellschaftsleben Port of Spains mit Empfängen und Bällen bereicherte, sicherte er mit restriktiven Gesetzen gegen Sklaven und deren rigoroser Durchsetzung die Position der meist weißen Plantagenbesitzer. Auch freie Schwarze und Mischlinge hatten unter Woodfords Amtsführung zu leiden. Die trinidadische Historikerin Gertrude Carmichael zeigt anhand von Briefwechseln zwischen Woodford und dem trinidadischen Regierungsrat einerseits und zwischen Woodford und dem Kolonialministerium in London andererseits auf, dass Woodford in der Sklavenfrage zwischen den Besitzstandswahrern auf Trinidad und der immer abolitionistischeren Position der britischen Regierung zu vermitteln suchte, was letztendlich von keinem Erfolg gekrönt war. Carmichael wertet, dass Trinidad 1813 einen „starken Mann“ gebraucht habe, um die evidenten politischen, wirtschaftlichen und sozialen Probleme der Kolonie anzugehen, und dass Woodford in den 15 Jahren seines Wirkens diese Themen erfolgreich angegangen sei und den Grundstein für eine erfolgreiche Zukunft der Insel gelegt habe. Die Historiker Gérard Besson und Bridget Brereton legen dar, dass sich die drei vorherigen britischen Gouverneure Picton, Hislop und Munro primär mit der Sicherung Trinidads gegen echte und vermeintliche Feinde im Inneren wie Äußeren beschäftigt hatten, während Woodford die lange überfällige gesellschaftliche Reformierung in Angriff nahm. Sie erwähnen aber auch den weltweit ersten zivilrechtlichen Rechtsstreit um die Diskriminierung farbiger Menschen, den der gemischtrassige („free coloured“) trinidadische Plantagenbesitzer Jean-Baptiste Philippe 1823 vor das Londoner House of Lords brachte und in dem er die Politik Woodfords und seiner Vorgänger beklagte. Woodford diskriminierte die free coloured nach Kräften, indem er sie zivil- und strafprozessrechtlich gegenüber Weißen benachteiligte und Ehen zwischen Weißen und free coloured erschwerte. Brereton zeigt darüber hinaus auf, dass Woodfords Eintreten für die Belange der Plantagenbesitzer dazu führte, dass er geltendes britisches Recht brach. Nach dem Erlass eines Kabinettbefehls vom März 1812, der Registration Order, mussten Sklaven behördlich registriert werden, was nach Ansicht der Abolitionisten zu einem sofortigen Stopp unkontrollierter Sklavenimporte und zu einer Verbesserung ihrer Lebensbedingungen führen sollte, da Halter, die ihre Sklaven schlecht behandelten, beim jährlichen Sklavenzensus durch eine hohe Zahl von Todesfällen auffallen würden. Woodford hintertrieb den Kabinettsbefehl und tolerierte illegale Importe von Sklaven in großem Ausmaß.
Der Woodford Square in Port of Spain ist nach dem Gouverneur benannt. Dort sowie in Arima gibt es außerdem nach ihm benannte Straßen. In der Holy Trinity Cathedral wurde nach Woodfords Tod eine vom britischen Bildhauer Richard Chantrey gestaltete, lebensgroße Steinstatue des ehemaligen Gouverneurs aufgestellt.